# ITV Hogeschool voor Tolken en Vertalen
ITV Hogeschool voor Tolken en Vertalen is een particuliere, geaccrediteerde hbo-instelling in Nederland.  De hogeschool biedt vierjarige bacheloropleiding Tolk-Vertaler voor het beroep van tolk of vertaler in de talen Duits, Engels, Frans, Italiaans, Russisch en Spaans. De vertaalopleiding kent twee varianten: een wekelijke en een maandelijkse.  Naast de hbo-opleiding biedt ITV Hogeschool kortlopende cursussen, bijvoorbeeld te volgen voor permanente educatie of uit interesse voor taal en cultuur.
ITV Hogeschool is in 1983 gestart door de uitgeverij Wolters-Noordhoff en is sinds 1991 een zelfstandig opleidingsinstituut.

## Geschiedenis

### Opgericht in 1977
Rond 1977 is uitgeverij Wolters-Noordhoff gestart met deeltijdopleidingen voor de Staatsexamens Tolk-Vertaler Duits, Engels en Frans. De opleidingen werden in diverse steden aangeboden, waaronder Utrecht, Rotterdam, Amsterdam, Haarlem, Eindhoven en Zwolle. Later kwamen daar Spaans, Italiaans en Russisch bij en werden driejarige cursussen Vertaler Engels en Frans gestart.

### Van uitgeverij naar onderwijsinstelling
In 1988 werden de opleidingen overgebracht naar het Instituut voor Sociale Wetenschappen (ISW) in Leiden, dat als louter onderwijsinstelling beter dan een uitgeverij was toegerust om opleidingen te verzorgen. Het cursuspakket werd uitgebreid met een opleiding Vertaler Duits. Voor ISW bleken taalopleidingen eigenlijk een vreemde eend in de bijt, en ook financieel was het voor ISW minder interessant.

### Oprichting ITV Hogeschool
Op initiatief van de algemeen studieadviseur talen van ISW, de heer J.P. Menting, werd in 1991 de Stichting Nederlands Instituut voor Opleiding tot Tolk en Vertaler (I.T.V.) opgericht. Doel was de erkende opleidingen voort te zetten met een lagere overhead dan bij ISW het geval was.

### ITV Hogeschool in Utrecht
Met ingang van 1 augustus 1992 gingen de opleidingen verder onder de vlag van ITV Hogeschool en werden lokalen gehuurd bij het Catharijne College Utrecht. Voor Engels en Frans werd ook in Amsterdam en Groningen college gegeven.

### ITV Hogeschool en Hogeschool Utrecht
In 1999 deden zich mogelijkheden voor om ITV Hogeschool gebruik te laten maken van kantoorruimtes en lokalen bij de Hogeschool Utrecht. Vanaf toen werden alle colleges alleen op deze centrale locatie in Utrecht gegeven.

### Van kort-hbo naar 4-jarig bachelorprogramma
Op 1 september 2004 is als resultaat van de EU-top van Bologna in Europa een uniform bachelor-masterstelsel ingevoerd, voor zowel hogescholen als universiteiten. Voor ITV Hogeschool betekende dit een aanpassing van het studieprogramma van drie jaar kort-hbo naar een 4-jarig bachelorprogramma. Met deze aanpassing is het hele curriculum op de schop gegaan: de lessen vertalen, tolken, samenvatten en maatschappijkennis werden uitgebreid met beroepsvoorbereidende colleges, keuzeminors in het derde en vierde jaar ter verdere verdieping of verbreding alsmede een stagecomponent. De opleiding is daarmee een echte beroepsopleiding, wat zich weerspiegelt in het feit dat de bezitter van het diploma van ITV Hogeschool rechtstreeks in het Register Wbtv opgenomen wordt. Een ander wapenfeit voor de kwaliteit is dat ITV Hogeschool geaccrediteerd is door de Nederlands-Vlaamse Accreditatieorganisatie (NVAO).

### ITV Hogeschool en Hogeschool Vertol
In 2006 hebben de op Spaans gerichte hogeschool Vertol en ITV Hogeschool de handen ineen geslagen en zijn de activiteiten van Vertol ondergebracht in de sectie Spaans van ITV Hogeschool.

## Opleidingen

#### Vertalen
ITV Hogeschool biedt een opleiding voor vertaler in de talen Duits, Engels, Frans, Italiaans, Russisch en Spaans. Binnen de opleiding Vertalen zijn er de volgende afstudeerprofielen: Vertalen en interculturele communicatie, Vertalen en tekstschrijven, Vertalen en vertaaltechnologie, Vertalen en EAL (English as additional language).

#### Tolken
De studierichting Tolken leidt op tot tolk in een van de zes talen die ITV Hogeschool aanbiedt. Na de eerste drie jaar van het vertaalprogramma te hebben doorlopen kunnen studenten het in het vierde jaar voor het uitstroomprofiel Tolken kiezen. 

#### Bij- en nascholing
ITV Hogeschool richt zich niet alleen op studenten, ook beroepsbeoefenaars kunnen bij ITV Levenlangleren terecht voor bij- en nascholing. Er is een hele reeks minors en modules, met een grote variatie, bijvoorbeeld gericht op inleidingen in specialismen zoals juridisch vertalen, transcreation, redigeren van wetenschappelijke teksten; of cultureel en historisch gerichte colleges; en beroepstechnische series, bijvoorbeeld vertaaltools, of algemene tolkvaardigheden en algemene vertaaltechnieken. ITV Hogeschool is een erkende aanbieder van pe-punten.

## Ontwikkelingen

#### Lectoraat Toegepaste Vertaalwetenschappen
Het lectoraat Toegepaste Vertaalwetenschappen bestaat sinds september 2012 en richt zich primair op de didactisering van het vertaalonderwijs, wat op termijn gaat resulteren in (bijdragen aan) symposia en een publicatie van methoden, niet alleen voor gebruik van docenten binnen het vertaalonderwijs, maar ook voor beoordelaars van (proef)vertalingen bij vertaalbureaus en andere opdrachtgevers.

## Accreditatie
De opleiding is geaccrediteerd door de NVAO, het orgaan dat in opdracht van het ministerie van Onderwijs, Cultuur en Wetenschap de kwaliteit van het hoger onderwijs controleert. Dat staat garant voor de kwaliteit van alle onderdelen van de opleiding; of het nu om een complete hbo-opleiding gaat, of om losse modules.